# جام سانتیاگو برنابئو
جام سانتیاگو برنابئو (اسپانیایی: Trofeo Santiago Bernabéu‎) ، (تلفظ اسپانیایی: [ˈtrəʊ.fəʊ sanˈtjaɣo βernaˈβeu̯]) به افتخار رئیس سابق رئال مادرید سانتیاگو برنابئو یسته هر ساله برگزار می‌شود. این جام در قالب یک مسابقه دوستانه که هر ساله قبل از شروع فصل توسط باشگاه رئال مادرید سازماندهی می‌شود در اواخر مرداد یا اوایل شهریور برگزار می‌شود.
از سال ۱۹۷۹ تا ۱۹۸۴ و هم چنین ۱۹۸۶ این جام توسط چهار تیم برگزار می‌شد که مشتمل بر نیمه‌نهایی، مسابقه سومی و فینال بوده‌است. در سال ۱۹۸۵ و از سال ۱۹۸۷ یک تک مسابقه بین رئال مادرید و یک تیم مهمان برگزار می‌شود.
در سال ۲۰۰۲ به مناسبت صدمین سالگرد تأسیس رئال مادرید(تاریخ تأسیس باشگاه ششم مارچ ۱۹۰۲)، این جام بار دیگر با ۴ تیم برگزار شد.

## قهرمانان
| سال  | قهرمان      | نائب قهرمان   | نتیجه      |            |
| ---- | ----------- | ------------- | ---------- | ---------- |
| ۱۹۷۹ | بایرن مونیخ | آژاکس         | ۲–۰        |            |
| ۱۹۸۰ | بایرن مونیخ | رئال مادرید   | ۱–۱        |            |
| ۱۹۸۱ | رئال مادرید | آزد آلکمار    | ۰–۰        |            |
| ۱۹۸۲ | هامبورگ     | استاندارد لیژ | ۳–۱        |            |
| ۱۹۸۳ | رئال مادرید | هامبورگ       | ۳–۲        |            |
| ۱۹۸۴ | رئال مادرید | کلن           | ۴–۱        |            |
| ۱۹۸۵ | رئال مادرید | بایرن مونیخ   | ۴–۲        |            |
| ۱۹۸۶ | دینامو کیف  | رئال مادرید   | ۲–۳        |            |
| ۱۹۸۷ | رئال مادرید | اورتون        | ۶–۱        |            |
| ۱۹۸۸ | میلان       | رئال مادرید   | ۳–۰        |            |
| ۱۹۸۹ | رئال مادرید | لیورپول       | ۲–۰        |            |
| ۱۹۹۰ | میلان       | رئال مادرید   | ۳–۱        |            |
| ۱۹۹۱ | رئال مادرید | کولو-کولو     | ۶–۱        |            |
| ۱۹۹۲ | آژاکس       | رئال مادرید   | ۳–۱        |            |
| ۱۹۹۳ | اینتر میلان | رئال مادرید   | ۲–۲        |            |
| ۱۹۹۴ | رئال مادرید | پالمیراس      | ۳–۲        |            |
| ۱۹۹۵ | رئال مادرید | آژاکس         | ۱–۰        |            |
| ۱۹۹۶ | رئال مادرید | بنفیکا        | ۴–۰        |            |
| ۱۹۹۷ | رئال مادرید | پورتوگیزا     | ۱–۰        |            |
| ۱۹۹۸ | رئال مادرید | پنارول        | ۴–۰        |            |
| ۱۹۹۹ | رئال مادرید | میلان         | ۴–۲        |            |
| ۲۰۰۰ | رئال مادرید | سانتوس        | ۲–۰        |            |
| ۲۰۰۱ | اینتر میلان | رئال مادرید   | ۲–۱        |            |
| ۲۰۰۲ | بایرن مونیخ | رئال مادرید   | ۲–۱        |            |
| ۲۰۰۳ | رئال مادرید | ریورپلاته     | ۳–۱        |            |
| ۲۰۰۴ | اونام       | رئال مادرید   | ۱–۰        |            |
| ۲۰۰۵ | رئال مادرید | منتخب ام‌ال‌اس  | ۵–۰        |            |
| ۲۰۰۶ | رئال مادرید | اندرلشت       | ۲–۱        |            |
| ۲۰۰۷ | رئال مادرید | پارتیزان      | ۲–۰        |            |
| ۲۰۰۸ | رئال مادرید | اسپورتینگ     | ۵–۳        |            |
| ۲۰۰۹ | رئال مادرید | روزنبرگ       | ۴–۰        |            |
| ۲۰۱۰ | رئال مادرید | پنارول        | ۲–۰        |            |
| ۲۰۱۱ | رئال مادرید | گالاتاسرای    | ۲–۱        |            |
| ۲۰۱۲ | رئال مادرید | میلوناریوس    | ۸–۰        |            |
| ۲۰۱۳ | رئال مادرید | السد          | ۵–۰        |            |
| ۲۰۱۴ | برگزار نشد  | برگزار نشد    | برگزار نشد | برگزار نشد |
| ۲۰۱۵ | رئال مادرید | گالاتاسرای    | ۱–۲        |            |
| ۲۰۱۶ | رئال مادرید | رنس           | ۵–۳        |            |
| ۲۰۱۷ | رئال مادرید | فیورنتینا     | ۲–۱        |            |
| ۲۰۱۸ | رئال مادرید | میلان         | ۳–۱        |            |

## تعداد بردها
| باشگاه | برنده | بازنده |
| --- | ----- | ------ |
| رئال مادرید | ۲۸    | ۹      |
| بایرن مونیخ | ۳     | ۱      |
| میلان | ۲     | ۲      |
| اینتر میلان | ۲     | ۰      |
| آژاکس | ۱     | ۲      |
| هامبورگ | ۱     | ۱      |
| دینامو کیف اونام | ۱     | ۰      |
| گالاتاسرای پنارول | ۰     | ۲      |
| ریورپلاته اندرلشت استاندارد لیژ پالمیراس پورتوگیزا سانتوس کولو-کولو میلوناریوس اورتون لیورپول کلن فیورنتینا آزد آلکمار روزنبرگ بنفیکا اسپورتینگ السد پارتیزان منتخب ام‌ال‌اس رنس | ۰     | ۱      |

## بهترین گلزنان
| جایگاه | بازیکن            | باشگاه      | تعداد گل |
| ------ | ----------------- | ----------- | -------- |
| ۱      | امیلیو بوتراگوئنو | رئال مادرید | ۸        |
| ۲      | میچل              | رئال مادرید | ۷        |
| ۳      | کریم بنزما        | رئال مادرید | ۶        |
| ۳      | هوگو سانچز        | رئال مادرید | ۶        |
| ۴      | رائول             | رئال مادرید | ۵        |
| ۴      | کارلوس سانتیانا   | رئال مادرید | ۵        |
| ۵      | لوری کانینگهام    | رئال مادرید | ۴        |